# Morał
Morał – uwaga, nauka umoralniająca; puenta końcowa o charakterze pouczającym, objaśniająca symbolikę zdarzeń przedstawionych w utworze literackim, zwykle w bajce. Ma postać zwięzłego, abstrakcyjnego sądu, zakazu lub nakazu. Morał wysłowiony mieści się zwykle na końcu utworu (gr. epimythion); czasami stanowi także formułę początkową wypowiedzi (gr. promythion).